# Prix Spinoza
Pour les articles homonymes, voir Spinoza (homonymie).

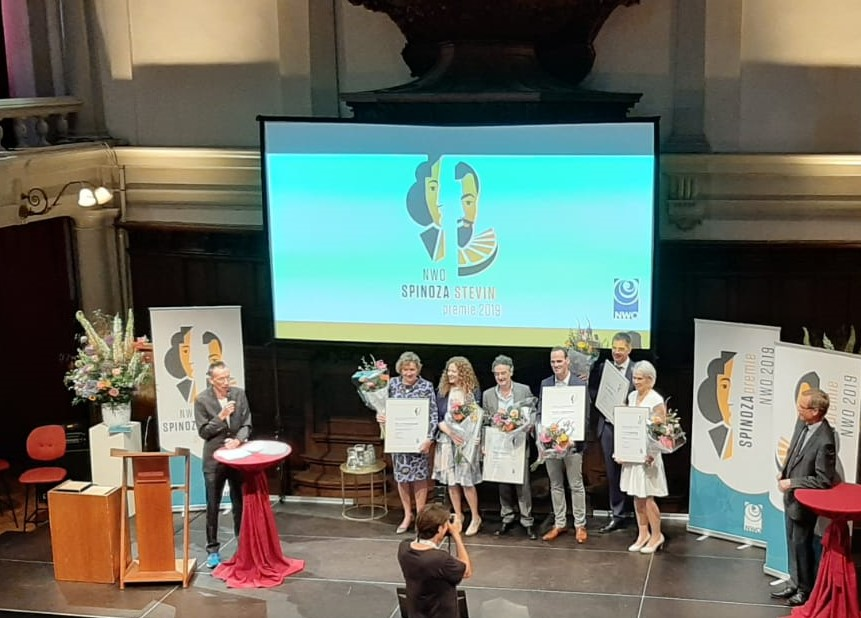
Remise du prix en 2019.

Le prix Spinoza récompense chaque année depuis 1995 des scientifiques d'excellence qui mènent leurs activités de recherches sur le sol néerlandais. Il s'agit de la plus haute distinction hollandaise en termes de prix scientifique.
Il est attribué par l'Organisation néerlandaise de recherche scientifique (nl) (en néerlandais : Nederlandse Organisatie voor Wetenschappelijk Onderzoek (NWO). Son nom provient du philosophe Spinoza.
Les lauréats reçoivent plus de 2,5 millions d'euros et une statue de bronze de Spinoza. Ils sont libres de dépenser ce qu'ils veulent tant que la dépense est liée à la recherche.
Les chercheurs étrangers peuvent aussi gagner le prix Spinoza, dans la mesure où ils ont un poste permanent dans une institution de recherche néerlandaise. Cependant un scientifique néerlandais d'excellence avec une chaire dans un établissement étranger n'est pas éligible au prix.

## Lauréats
Les lauréats suivants ont reçu le prix :
- 1995 - Frank Grosveld, Ed van den Heuvel, Gerard 't Hooft, Frits van Oostrom
- 1996 - Johan van Benthem, Peter Nijkamp, George Sawatzky
- 1997 - Frits Kortlandt, Bob Pinedo, Rutger van Santen
- 1998 - Jan Hoeijmakers, Hendrik Lenstra, Pieter Muysken
- 1999 - Carlo Beenakker, René de Borst, Anne Cutler, Ronald Plasterk
- 2000 - Ewine van Dishoeck, Daan Frenkel, Dirkje Postma
- 2001 - Dorret Boomsma, Hans Clevers, Bert Meijer, Hans Oerlemans
- 2002 - Henk Barendregt, Els Goulmy, Ad Lagendijk, Frits Rosendaal
- 2003 - Lans Bovenberg, Cees Dekker, Robbert Dijkgraaf, Jan Luiten van Zanden
- 2004 - Jaap Sinninghe Damsté, Ben Feringa, Rien van IJzendoorn, Michiel van der Klis
- 2005 - René Bernards, Peter Hagoort, Detlef Lohse, Lex Schrijver
- 2006 - Jozien Bensing, Carl Figdor, Ben Scheres, Jan Zaanen
- 2007 - Deirdre Curtin, Marcel Dicke, Leo Kouwenhoven, Wil Roebroeks
- 2008 - Marjo van der Knaap, Joep Leerssen, Theo Rasing, Willem de Vos
- 2009 - Albert van den Berg, Michel Ferrari, Marten Scheffer
- 2010 - Naomi Ellemers, Marijn Franx, Piet Gros, Ineke Sluiter
- 2011 - Heino Falcke, Patti Valkenburg, Erik Verlinde
- 2012 - Mike Jetten, Ieke Moerdijk, Annemarie Mol, Alexander Tielens
- 2013 - Mikhail Katsnelson, Piek Vossen, Bert Weckhuysen
- 2014 - Dirk Bouwmeester, Corinne Hofman, Mark van Loosdrecht, Theunis Piersma
- 2015 - René Janssen, Birgit Meyer, Aad van der Vaart, Cisca Wijmenga (en)
- 2016 - Wilhelm Huck, Lodi Nauta, Mihai Netea, Bart van Wees
- 2017 - Eveline Crone (en), Albert J. R. Heck (en), Michel Orrit, Alexander van Oudenaarden (en)
- 2018 - Anna Akhmanova (en), Carsten de Dreu (en), Marileen Dogterom, John van der Oost (nl)
- 2019 - Bas van Bavel (en), Ronald Hanson (en), Amina Helmi, Yvette van Kooyk (nl)
- 2020 - Nynke Dekker (nl), Jan van Hest (en), Pauline Kleingeld (nl), Jacques Neefjes (en)
- 2021 - José van Dijck (en), Marc Koper (nl), Lieven Vandersypen (nl), Maria Yazdanbakhsh (nl)
- 2022 - Thea Hilhorst, Klaas Landsman, Corné Pieterse, Ignas Snellen
- 2023 - Joyeeta Gupta, Toby Kiers (en)
- 2024 - Bernet Elzinga, Detlef van Vuuren
- 2025 - Thijn Brummelkamp, Judith Pollmann